# ريتش سومر
ريتشارد أولين سومر الثاني (من مواليد 2 فبراير 1978) هو ممثل أمريكي، اشتهر بتصويره لهاري كرين في المسلسل الدرامي رجال ماد.

## التعليم
ولد سومر في توليدو، أوهايو، وترعرع في ستيلووتر، مينيسوتا، حيث تلقى تعليمه في مدرسة أوكلاند جونيور الثانوية ومدرسة منطقة ستيلووتر الثانوية. ثم تابع دراسته في كلية كونكورديا في مورهيد، مينيسوتا، حيث تخصص في المسرح وغنى في جوقة كونكورديا. درس سومر الارتجال في ورشة جديدة شجاع في مينيابوليس، وأنشأ مجموعة الارتجال في مورهيد. في عام 2004، حصل على درجة الماجستير في الفنون الجميلة في التمثيل من جامعة كيس ويسترن ريزيرف في كليفلاند، أوهايو. عاد إلى المدرسة عام 2006 ليقوم بتدريس كاسحات الجليد لطلاب القانون، ومرة أخرى عام 2008 للقيام بورشة عمل تحسينية مع طلاب المرحلة الجامعية.

## الحياة الشخصية
يعيش سومر في لوس أنجلوس مع زوجته فيرجينيا دونوهو التي تزوجها في 13 أغسطس 2005. لديهم طفلين. وهو معجب بألعاب الطاولة.

## أعمال

### فيلم
| عام  | عنوان                    | وظيفة                              |
| ---- | ------------------------ | ---------------------------------- |
| 2004 | قال الموت 4              | دوني                               |
| 2006 | الشيطان يلبس البرده      | دوغ                                |
| 2007 | تشكل لأسفل               | فريد                               |
| 2010 | راديو فري البموث         | وكيل مكتب التحقيقات الفدرالي رقم 2 |
| 2011 | السيد ستاتشي             | السيد ستاتشي                       |
| 2012 | سيليست وجيسي للأبد       | ماكس                               |
| 2012 | الرجل الميكانيكي العملاق | بريان                              |
| 2012 | فيرهافن                  | سام                                |
| 2015 | مرحبًا، اسمي دوريس        | روبرت                              |
| 2015 | اسمي ديفيد               | طالبه GRE                          |
| 2016 | LBJ                      | بيير سالينجر                       |
| 2017 | يوم صديقة                | الصديق                             |
| 2017 | شخص أعوج                 | مايكل فون                          |
| 2018 | صيف 84                   | واين ماكي                          |
| 2018 | إيماءة عقيمة وغبية       | هاري كرين                          |

## وصلات خارجية
- ريتش سومر على موقع IMDb (الإنجليزية)
- ريتش سومر على موقع ألو سيني (الفرنسية)
- ريتش سومر على موقع أول موفي (الإنجليزية)
- ريتش سومر على موقع قاعدة بيانات برودواي على الإنترنت (الإنجليزية)
- ريتش سومر على موقع قاعدة بيانات الأفلام السويدية (السويدية)
- ريتش سومر على موقع قاعدة بيانات الفيلم (الإنجليزية)
- ريتش سومر على موقع كينوبويسك (الروسية)